# Eugene Martin
Eugène Martin (Suresnes, 14 maart 1915 - Aytré, 12 oktober 2006) was een Formule 1-coureur uit Frankrijk. Hij nam in 1950 deel aan twee Grands Prix voor het team Talbot-Lago, maar scoorde hierin geen punten.